# Colin McFarlane
Colin Andrew Ignatius Peter McFarlane (Londra, 15 settembre 1961) è un attore britannico di origini nigeriane. Ha interpretato il commissario Loeb nei film Batman Begins e Il cavaliere oscuro e nel film horror Fragile - A Ghost Story. Ha lavorato per molti anni nella televisione britannica.

## Filmografia

### Cinema
- La notte dei sensi (The First 9½ Weeks), regia di Alex Wright (1998)
- The Criminal, regia di Julian Simpson (1999)
- Sorted, regia di Alexander Jovy (2000)
- Chunky Monkey, regia di Greg Cruttwell (2001)
- Batman Begins, regia di Christopher Nolan (2005)
- Fragile - A Ghost Story (Frágiles), regia di Jaume Balagueró (2005)
- Il cavaliere oscuro (The Dark Knight), regia di Christopher Nolan (2008)
- L'uomo di 101 anni che non pagò il conto e scomparve (Hundraettåringen som smet från notan och försvann), regia di Felix Herngren e Måns Herngren (2016)
- Il guardiano invisibile (El guardián invisible), regia di Fernando González Molina (2017)
- L'uomo sul treno - The Commuter (The Commuter), regia di Jaume Collet-Serra (2018)
- Paziente zero (Patient Zero), regia di Stefan Ruzowitzky (2018)
- Crawl - Intrappolati (Crawl), regia di Alexandre Aja (2019)
- Inciso nelle ossa (Legado en los huesos), regia di Fernando González Molina (2019)
- Jungle Cruise, regia di Jaume Collet-Serra (2021)

### Televisione
- Dempsey & Makepeace (Dempsey and Makepeace) – serie TV, 3 episodi (1985)
- Jonathan Creek – serie TV, episodio 4x05 (2004)
- Birra e patatine (Two Pints of Lager and a Packet of Crisps) – serie TV, episodio 6x04 (2006)
- Doctor Who – serie TV, episodi 3x14, 9x03, 9x04 (2007-2015)
- Torchwood – serie TV, 3 episodi (2009)
- Coronation Street – soap opera, 5 puntate (2010)
- Reggie Perrin – serie TV, 5 episodi (2010)
- Jo – serie TV, episodi 1x07-1x08 (2013)
- Officer Blue – serie TV, 96 episodi (2013-2016)
- Delitti in Paradiso (Death in Paradise) – serie TV, episodio 4x06 (2015)
- Crown for Christmas, regia di Alex Zamm – film TV (2015)
- Padre Brown (Father Brown) – serie TV, episodio 4x05 (2016)
- A Midsummer Night's Dream, regia di David Kerr – film TV (2016)
- L'ispettore Barnaby (Midsomer Murders) – serie TV, episodio 20x05 (2018)
- Outlander – serie TV, 11 episodi (2018-2020)

## Doppiaggio
- Oscar's Orchestra – serie TV, 37 episodi (1995)
- Il Barbiere del Re – regia di Tony Collingwood (2002)
- Bob aggiustatutto (Bob the Builder) – serie TV , 16 episodi (2001-2003)
- Judge John Deed – serie TV, 5 episodi (2002-2006)
- Chuggington – serie TV, 30 episodi (2008-2015)
- Mike il cavaliere (Mike the Knight) – serie TV, 8 episodi (2011-2013)
- PlayStation All-Stars Battle Royale – videogioco (2012)
- Batman: Arkham Knight – videogioco (2015)
- Peppa Pig – serie TV, episodio 5x01 (2016)
- LEGO Marvel Super Heroes 2 – videogioco (2017)
- Il trenino Thomas (Thomas & Friends) – serie TV (2017-in corso)
- Planet Zoo - videogioco (2019)[1]

## Doppiatori italiani
Nelle versioni in italiano delle opere in cui ha recitato, Colin McFarlane è stato doppiato da:
- Claudio Fattoretto in Batman Begins
- Alessandro Rossi in Fragile - A Ghost Story
- Ambrogio Colombo ne Il cavaliere oscuro
- Roberto Draghetti in Torchwood
- Alberto Angrisano in L'uomo sul treno - The Commuter
- Mario Bombardieri in Outlander
- Edoardo Siravo in Paziente zero
- Stefano Mondini in Crawl - Intrappolati